# Exochocepheus laticuspis
Exochocepheus laticuspis är en kvalsterart som först beskrevs av Balogh och Sandór Mahunka 1965.  Exochocepheus laticuspis ingår i släktet Exochocepheus och familjen Scutoverticidae. Inga underarter finns listade i Catalogue of Life.